# 완료상
완료상(Perfective aspect, 약칭: PFV), 때로는 아오리스트상이라고도 불리는 이것은 단순한 전체, 즉 내부 구성이 없는 단위로 간주되는 동작을 설명하는 문법상이다. 완료상은 진행 중이거나, 지속적이거나, 습관적인 동작과 같은 내적 구조를 가진 사건을 나타내는 불완료상과 구별된다. 완료상이라는 용어는 완료 시제와 구별되어야 한다.
완료상과 불완료상의 구별은 다른 언어보다 특정 언어에서 더 중요하다. 슬라브어파에서는 동사 시스템의 핵심이다. 독일어와 같은 다른 언어에서는 ich ging("나는 갔다", "나는 가고 있었다")와 같은 동일한 형태가 문법적 구별 없이 완료상으로 또는 불완료상으로 사용될 수 있다. 라틴어와 같은 다른 언어에서는 완료상과 불완료상의 구별이 과거 시제에서만 이루어진다(예: 라틴어 veni "나는 왔다" vs. veniebam "나는 오고 있었다", "나는 오곤 했다"). 그러나 완료상은 시제와 혼동해서는 안 된다. 완료상은 과거, 현재 또는 미래의 사건에 적용될 수 있다.
완료상은 종종 짧은 지속 시간의 사건에 사용되는 것으로 생각된다(예: "존은 말벌을 죽였다"). 그러나 이것이 반드시 사실은 아니다. 완료 동사는 긴 지속 시간의 사건에도 적절하게 사용될 수 있는데, 이는 그 사건이 완전한 전체일 경우에 해당한다. 예를 들어, Tarquinius Superbus regnavit annos quinque et viginti(리비우스) "오만한 타르퀴니우스는 25년 동안 통치했다." 이것은 단순히 "사건의 내부 구성을 고려하지 않고 외부에서 전체적으로 요약하여 사건을 제시한다."
완료상은 또한 "완료된" 동작을 나타내는 것으로 설명되기도 하지만, 이는 완전한 전체로 간주되는 동작이나 상황을 나타낸다고 말하는 것이 더 정확할 것이다. 예를 들어, 러시아어의 완료 미래 я убью тебя "나는 너를 죽일 것이다"는 아직 완료되지 않은 사건을 나타낸다.
완료상의 본질은 전체로 보이는 사건이다. 그러나 완료상을 가진 대부분의 언어는 순간적인 사건, 사건의 시작이나 완료와 같이 모두 시간의 한 지점이며 내부 구조가 없는 다양한 유사한 의미론적 역할에 이를 사용한다. 다른 언어들은 대신 그러한 역할에 대해 일반 완료상의 유무와 관계없이 별도의 momentane, 개시, 또는 cessative aspect를 가지고 있다.

## 영어에서의 대응어
영어에는 단순 완료상이나 불완료상이 없다. 이러한 구별에 대한 몇 가지 기본적인 영어 대응어는 불완료상을 참조하라.
이러한 상을 가진 언어에서 영어로 번역할 때, 번역자는 때때로 별도의 영어 동사를 사용한다. 예를 들어, 스페인어에서 불완료 sabía는 "나는 알았다"로, 완료 supe는 "나는 알아냈다"로 번역될 수 있고, podía는 "나는 할 수 있었다"로, pude는 "나는 성공했다"로, quería는 "나는 원했다"로, quise는 "나는 시도했다"로, no quería는 "나는 원하지 않았다"로, no quise는 "나는 거부했다"로 번역될 수 있다. 폴란드어의 완료상은 영어의 단순 시제로, 불완료상은 진행 시제로 번역된다. 예를 들어, 불완료 oglądałem는 "나는 보고 있었다"로, 완료 obejrzałem는 "나는 보았다"로 번역된다. 이러한 구별은 종종 언어 특유의 것이다.

## 표시
언어는 형태론, 통사 구조, 어휘/불변화사 또는 기타 수단을 사용하여 완료상을 표시할 수 있다.
- 고대 게르만어파: 접두사 ge-(고대 영어에서), gi-(고대 작센어 및 고대 고지 독일어에서), ga-(고트어에서)는 동사의 완료상을 나타낸다.[7]
- 태국어: "오르다"라는 단어에서 문법화된 양상 표시 ขึ้น /kʰɯ̂n/는 주 동사 뒤에 올 때 특정 유형의 구속받지 않는 완료상을 나타낸다.[8]
- 힌디어: 완료상은 완료상 분사를 사용하여 표시된다. 완료 분사는 아래 표와 같이 구성되며, 동사 어간이 모음으로 끝날 때는 자음 -य्-(-y-)이 완료 접미사에 추가된다.[9]

|      | 자음으로 끝나는 동사 어근 | 자음으로 끝나는 동사 어근 | 모음으로 끝나는 동사 어근 | 모음으로 끝나는 동사 어근 |
| ♂    | ♀                         | ♂                         | ♀                         |                           |
| ---- | ------------------------- | ------------------------- | ------------------------- | ------------------------- |
| 단수 | ा -ā                       | ी -ī                       | -या -yā                    | -यी -yī                    |
| 복수 | े -ē                       | ीं -ī̃                       | -ये -yē                    | -यीं -yī̃                    |

## 완료상과 완료
완료상과 완료라는 용어를 혼동해서는 안 된다.
완료 시제(약칭 PERF 또는 PRF)는 현재와의 관련성 또는 과거 상황에서 비롯된 현재 상태를 설명하는 데 사용되는 문법적 형태이다. 예를 들어, "I have put it on the table"은 내가 물건을 테이블 위에 놓았다는 것과 아직 거기에 있다는 것을 모두 암시한다. "I have been to France"는 이것이 현재까지 나의 경험의 일부임을 전달한다. 그리고 "I have lost my wallet"은 이 분실이 현재 순간에 문제가 된다는 것을 암시한다. 완료 시제는 반드시 완료상일 필요는 없다. 예를 들어, "I have been waiting here for an hour"와 "I have been going to that doctor all my life"는 완료 시제이지만 동시에 불완료상이다.
그러나 현대 그리스어와 같이 완료 시제가 항상 완료상인 언어도 있다.

## 예시

### 힌두스타니어
힌두스타니어(힌디어-우르두어)는 습관상, 완료상, 진행상의 세 가지 문법상을 가진다. 각 상은 분사로 구성되며, honā(존재하다, 발생하다), rêhnā(머무르다, 남아있다), jānā(가다), ānā(오다), karnā(하다)와 같은 여러 보조 동사가 상 분사와 함께 사용될 수 있다. 이 동사들 자체도 상 분사가 될 수 있으며 기본 보조 동사 honā(존재하다)와 함께 사용되어 두 상의 뉘앙스를 결합한 하위 양상을 형성한다. 보조 동사 rêhnā(머무르다)는 완료 상태의 지속성을, jānā(가다)는 수동태를 구성하는 데 사용되며(그것의 습관 하위 양상에서) 동작이 완료되었음을 보여주고(그것의 완료 하위 양상에서), karnā(하다)는 완료된 동작이 습관적으로 반복됨을 나타낸다.
| 단순 상       | 완료상 (원형 형태)  | 완료상 (원형 형태)               | 완료상 (원형 형태) | 완료상 (원형 형태)      |
| ------------- | ------------------- | -------------------------------- | ------------------ | ----------------------- |
| honā 발생하다 | huā honā 발생했었다 | huā rêhnā 발생한 상태를 유지하다 | *huā jānā x        | huā karnā 발생하곤 하다 |
| karnā 하다    | kiyā honā 했었다    | kiyā rêhnā 한 상태를 유지하다    | kiyā jānā 되다     | kiyā karnā 하곤 하다    |
| marnā 죽다    | marā honā 죽었었다  | marā rêhnā 죽은 상태를 유지하다  | marā jānā 죽어가다 | marā karnā 죽곤 하다    |

1 보조 동사 jānā(가다)는 동사가 타동사이거나, 비타동사이지만 의지적인 경우에만 완료상 분사와 함께 사용될 수 있다. 따라서 *huā jānā는 유효한 구성이 아니다. marnā(죽다)는 비타동사이지만 의지적인 동작이므로 marā jānā는 유효한 구성이다.
참고: 보조 동사로 인해 생성되는 대부분의 뉘앙스는 영어로 고유하게 표현되지 않으므로 위의 많은 동사가 영어로는 같은 번역을 가지지만 힌디어-우르두어에서는 같은 뉘앙스를 가지지 않는다.
위의 원형 형태의 보조 동사들을 보조 동사 honā(존재하다)를 사용하여 상 형태로 활용하면 완료상의 다음과 같은 하위 양상 형태가 원형으로 나타난다.
| rêhnā                                  | rêhnā                                           | jānā                    | jānā                             | jānā                                              | karnā                                          |
| 습관                                   | 완료상                                          | 습관                    | 완료상                           | 진행                                              | 습관                                           |
| -------------------------------------- | ----------------------------------------------- | ----------------------- | -------------------------------- | ------------------------------------------------- | ---------------------------------------------- |
| huā rêhtā honā 발생한 상태를 유지하다  | huā rahā honā 발생한 상태로 남아 있었을 것이다  | *huā jātā honā x        | *huā gāyā honā x                 | huā jā rahā honā 계속해서 발생하다                | huā kartā honā 완료적으로, 습관적으로 발생하다 |
| kiyā rêhtā honā 완료된 상태를 유지하다 | kiyā rahā honā 완료된 상태로 남아 있었을 것이다 | kiyā jātā honā 완료되다 | kiyā gayā honā 완료되었을 것이다 | kiyā jā rahā honā 계속해서 하고 있었을 것이다     | kiyā kartā honā 완료적으로, 습관적으로 하다    |
| marā rêhtā honā 죽은 상태를 유지하다   | marā rahā honā 죽은 상태로 남아 있었을 것이다   | marā jātā honā 죽어가다 | marā gayā honā 자살했을 것이다   | marā jā rahā honā 계속해서 죽어가고 있었을 것이다 | marā kartā honā 완료적으로, 습관적으로 죽다    |

1. 1 2  보조 동사 jānā(가다)가 사용될 때, 타동사와 의지적인 자동사만 습관 및 완료 하위 양상으로 전환될 수 있다. 따라서 *huā jātā honā와 *huā gāyā honā는 유효한 구성이 아니다.
2. ↑  구성 huā jā rahā honā는 어떤 면에서 유효한 구성이지만, 보조 동사 jānā(가다)를 사용하는 습관상의 진행 하위 양상인 hotā jā rahā honā와 동일한(그러나 더 강조된) 의미를 가진다.
3. ↑  이 동사의 사용은 "비디오 게임에서 죽는" 것과 같은 맥락으로 제한된다

## 같이 보기
- 고대 그리스어 동사: 시제의 의미
- 중국어 문법: 상
- 슬라브어파의 문법상

## 내용주
1. ↑  Bernard Comrie, 1976, Aspect, p 12.
2. ↑  Comrie, Aspect (1976), p. 8
3. ↑  Comrie, Aspect (1976), p. 71.
4. ↑  Comrie "Aspect" (1976), pp. 16ff.
5. ↑  Fanning,B.M. Verbal Aspect in New Testament Greek at 97. Oxford:Clarendon, 1990.
6. ↑  Comrie, Aspect (1976) p. 18.
7. ↑  Todd B. Krause and Jonathan Slocum, "Gothic Online, Lesson 8."
8. ↑  Koenig, J.-P., & Muansuwan, N. (2000). How to End Without Ever Finishing: Thai Semi-Perfectivity. JOURNAL OF SEMANTICS. 17, 147-184.
9. ↑  VAN OLPHEN, HERMAN (1975). 《Aspect, Tense, and Mood in the Hindi Verb》. 《Indo-Iranian Journal》 16. 284–301쪽. doi:10.1163/000000075791615397. ISSN 0019-7246. JSTOR 24651488. S2CID 161530848.
10. ↑  Comrie, Aspect (1976), pp. 61ff
11. ↑  Shapiro, Michael C. (1989). 《A Primer of Modern Standard Hindi》. New Delhi: Motilal Banarsidass. 216–246쪽. ISBN 81-208-0475-9.
12. ↑  VAN OLPHEN, HERMAN (1975). 《Aspect, Tense, and Mood in the Hindi Verb》. 《Indo-Iranian Journal》 16. 284–301쪽. doi:10.1163/000000075791615397. ISSN 0019-7246. JSTOR 24651488. S2CID 161530848.
13. ↑  “Passives in South Asian Languages”. 《ResearchGate》 (영어). 2021년 2월 1일에 확인함.
14. ↑  Caabredo Hofherr, Patricia; Laca, Brenda (2010). 《Layers of aspect: Tense and Aspect in Urdu》. Stanford, California: Stanford (Calif.) : CSLI, 2010. 43–62쪽. ISBN 9781575865973.